# Saints Row IV
Saints Row IV es un videojuego de acción y aventuras, desarrollado por Volition y publicado por Deep Silver. Es la secuela de Saints Row: The Third lanzado en 2011 y la cuarta entrega de la serie Saints Row. El juego se lanzó en agosto de 2013 para Microsoft Windows, PlayStation 3 y Xbox 360, y luego se trasladó a PlayStation 4, Xbox One y Linux en 2015. Se lanzó un port de Nintendo Switch el 27 de marzo de 2020.
La naturaleza de mundo abierto del videojuego permite a los jugadores explorar libremente una simulación de la ciudad ficticia de Steelport mientras completan misiones principales y secundarias en su tiempo libre. También incorpora elementos de ciencia ficción y continúa la reputación de la serie de parodia exagerada. La historia para un jugador sigue al mismo personaje creado por jugadores de los juegos anteriores, que se convierte en presidente de los Estados Unidos después de frustrar una amenaza terrorista. Cinco años después de su gobierno, se encuentran atrapados en la simulación de Steelport junto con miembros de su pandilla, los 3rd Street Saints, después de que un imperio alienígena conocido como los Zin atacara la Tierra y los capturara. Con la ayuda de algunos santos que lograron escapar y piratearon la simulación para darles superpoderes, el jugador intenta rescatar a sus amigos capturados, escapar de la simulación y derrotar a los Zin.
Saints Row IV fue el primero de Volition después de su venta a Koch Media a principios de 2013. El concepto sobrenatural y superpoder del juego comenzó en Enter the Dominatrix, una expansión cancelada planificada para Saints Row: The Third, que el equipo expandió a Saints Row IV. Más tarde, Volition lanzó una "versión del director" de Enter the Dominatrix como contenido descargable para Saints Row IV junto con How the Saints Saved Christmas, varias armas, disfraces y paquetes de vehículos, y una expansión independiente, Saints Row: Gat out of Hell (que sirve como epílogo de la historia). Saints Row IV recibió varios lanzamientos de edición limitada y sumativa, y fue prohibido brevemente en Australia. Los críticos dieron al juego críticas generalmente positivas, elogiando su humor y las opciones de personalización de personajes, pero criticando su falta de desafío. También se desempeñó muy bien financieramente, vendiendo más de un millón de copias en su primera semana. Se supone que se está desarrollando una secuela.

## Jugabilidad
Similar a los juegos anteriores de la serie Saints Row, Saints Row IV es un juego de acción de mundo abierto con elementos de disparos en tercera persona en el que el jugador es libre de explorar el entorno y, en su tiempo libre, jugar historias o misiones secundarias. Como líder de los Saints, una pandilla callejera que se ha convertido en la organización más "poderosa y popular" del mundo, el jugador es elegido presidente de los Estados Unidos, recibe superpoderes y se defiende de una invasión alienígena. La mayoría de las veces, el jugador participará en actividades de disparos y carreras, aunque otras actividades varían desde luchar contra multitudes de zombis, tiroteos en tanques, peleadores de desplazamiento lateral, peleas contra latas de bebidas energéticas daikaiju de gran tamaño y usar una pistola dubstep para interrumpir la década de 1950 americana. El personaje del jugador recibe poderes elementales y superpoderes que aumentan en gran medida su altura de salto y velocidad de carrera, de modo que el jugador puede saltar edificios y correr más rápido que los vehículos. Los poderes elementales incluyen habilidades para disparar proyectiles de fuego y hielo, lanzar cosas telequinéticamente y crear ondas de choque al aterrizar saltos. A medida que el jugador avanza en el juego, puede actualizar opcionalmente sus habilidades y el árbol de habilidades de armas mediante el uso de "grupos de datos" coleccionables repartidos por la ciudad. Si el jugador se vuelve demasiado ruidoso, intervendrá el análogo de la policía de la raza alienígena. Como en juegos anteriores, la apariencia del jugador-personaje es completamente personalizable a través de una función robusta de editor de personajes.
El juego se desarrolla en una simulación casi idéntica de Steelport, el escenario de la ciudad ficticia de Saints Row: The Third, aunque las misiones de historia individuales tienen niveles nuevos diseñados a medida. La historia de Saints Row IV parodia los videojuegos de ciencia ficción, especialmente Mass Effect 2, así como películas como The Matrix y Zero Dark Thirty, y otra "cultura nerd". Algunas misiones de la historia son impulsadas por crisis existenciales de personajes individuales, ya que cada personaje Santo está atrapado en una simulación personal de su propio infierno y debe ser rescatado por el jugador. Otros elementos tomados de la cultura de los videojuegos incluyen romances de personajes al estilo BioWare y una misión al estilo Metal Gear con un socio inútil.
Los distritos de la ciudad se "liberan" de la ocupación alienígena a medida que el jugador completa misiones secundarias en los distritos ocupados. Los distritos liberados aumentan los ingresos por hora del jugador, que se pueden gastar en armas, habilidades y ventajas. Las misiones secundarias incluyen Fraude de seguros (donde el jugador se lanza al tráfico para cobrar el dinero del seguro), Mayhem estilo derby de demolición y carreras a pie con superpoderes. Saints Row IV tiene un modo cooperativo para dos jugadores.

## Argumento
Unos meses después de los eventos de Saints Row: The Third, los 3rd Street Saints son contactados para ayudar a la agente del MI-6 Asha Odekar (Rebecca Riedy) y al exlíder de Los Deckers Matt Miller (Yuri Lowenthal) a frustrar un complot terrorista del exlíder de la iniciativa S.T.A.G. Cyrus Temple (Richard Epcar). El jugador (Troy Baker, Kenn Michael, Robin Atkin Downes, Laura Bailey, Diane Michelle, Sumalee Montano o Nolan North) y sus principales lugartenientes, Shaundi (Danielle Nicolet) y Pierce Washington (Arif S. Kinchen), traspasan la base de Cyrus. con Asha, matándolo y evitando que un misil nuclear golpee a Washington D. C.
Cinco años después, el Jefe ha sido elegido presidente de los Estados Unidos por su heroísmo, recibiendo al actor Keith David (él mismo) como su asesor, mientras asigna sus roles de gabinete a varios miembros de los Saints, incluyendo al exlíder de la extinta banda Los Vice Kings, Benjamin King (Terry Crews) como su vicepresidente. Momentos después de una conferencia de prensa, la Tierra es golpeada por una invasión de un imperio alienígena conocido como Zin, liderado por Zinyak (J. B. Blanc), destruyendo la Casa Blanca y secuestrando al Jugador, a Keith y la mayor parte del gabinete en el acto.
Después de que el Jugador escapa de una simulación por computadora basada en un entorno de comedia de situación de la década de 1950 con la ayuda de la especialista en hackers de los Saints, Kinzie Kensington (Natalie Lander), se encuentran inmersos en una recreación virtual de Steelport. Trabajando para manipular el medio ambiente con poderes especiales, finalmente se reúnen con Kinzie y Keith en una nave de combate Zin robada. Cuando el grupo intenta ponerse en contacto con otros miembros de la banda para recibir ayuda, Zinyak los detiene destruyendo la Tierra, matando así a los miembros que aún no habían sido capturados por el imperio Zin. 
Los Saints pronto se unen dentro de la simulación para enfrentarse a Zinyak, solo para que Kinzie sea capturada en el mundo real Zinyak  Zin. En medio de una discusión entre los eus sros de la banda, el Jugador descubre que Keith es el traidor y se enfrenta a él, enterándose de que lo hizo a cambio de que los Zin restauren la Tierra. Después de perseguirlo a travéanteriores entregasropia pesadilla personal, el Jugador le revela a Keith que está siendo engañado y lo convence de volver a unirse a los Saints. Al enterarse de dónde se llevaron a Kinzie con ayuda C.I.D, el Jugador la rescata de su pesadilla personal. Con el grupo nuevamente en operaciones, Kinzie formula un plan para abordar la nave de Zinyak sobrecargando la simulación de Steelport para crear una apertura. Una vez que los Saints logran estola simulación colapsa y , el Jugadoaprovecha está oportunidad para a ardar a la nave de Zinyak, rondoba una servoarmadura qule permite uaar s sus poderes de la simulacióen la vida real y y la usa para matar a Zinyak frente a los Zin, tomando el control de su imperio.
El final del juego depende del número de misiones de "lealtad" opcionales completadas. Si se omite alguno de ellos, el Jefe hace planes para que los Saints se apoderen de más planetas y expandan su nuevo imperio. De lo contrario, los Saints aprenden que pueden restaurar la Tierra usando viajes en el tiempo, después de descubrir que Zinyak capturó varias figuras históricas y las colocó en animación suspendida. El Jugador decide despertar a uno de ellos de statis, a saber, la escritora del siglo XIX, Jane Austen (Eden Riegel), de quien son fanáticos, y que se revela a sí misma como la narradora del juego una vez que despierta.

## Otras lecturas
- Cobbett, Richard (28 de diciembre de 2013). «Games of 2013: Saints Row 4». Eurogamer (en inglés). Consultado el 10 de noviembre de 2019.
- «The 10 Best Videogames of 2013». Wired. 20 de diciembre de 2013.